# FK Kumanovo
O FK Kumanovo é um clube de futebol macedônio com sede em Kumanovo. A equipe compete no Campeonato Macedônio de Futebol.

## História
O clube foi fundado em 1924.